# 腺脉蒟
腺脉蒟（学名：Piper bavinum）为胡椒科胡椒属的植物。分布在越南北部以及中国大陆的广东、广西、云南、西藏等地，生长于海拔160米至1,400米的地区，多生长在密林中和树上，目前尚未由人工引种栽培。